# Chicha Libre
Chicha Libre es una banda musical originalmente de Brooklyn, formada por seis miembros y fundada por Olivier Conan. Su nombre hace referencia a la chicha, una bebida de maíz producida en Sudamérica desde la época prehispánica. Es también el nombre de un género musical peruano (también conocido como cumbia peruana) en el cual se basa esta banda.

## Historia
Conan conoció por primera vez la música Chicha en un viaje a Perú en 2005. Su álbum debut, ¡Sonido Amazonico!, fue publicado en 2008 en Barbes Records, marca que Conan administraba desde su casa en Brooklyn. Publicaron su segundo álbum, Canibalismo, en 2012. También publicaron un EP, Cuatro Tigres, en 2013, tanto digitalmente como en vinilo.
Los miembros originales de la banda eran Olivier Conan (vocalista principal, cuatro); Josh Campamento (DuoVox, teclados, voz de fondo); Vincent Douglas (guitarra); Greg Madrigueras (percusión, voz de fondo, timbales, bongos, guiro, reco-reco); Timothy Quigley (percusión--bongo, shakers, conga); y Nick Cudahy (graves). Miembros adicionales: Neil Ochoa (congas), Karina Colis (timbales). Artistas invitados: Jose incluido Carballo (miembro anterior inicial de la banda chicha peruana, Los Hijos del Sol).

## Estilo
La música de la banda está inspirada en el sonido chicha (también conocida como cumbia peruana), una fusión de rock and roll y cumbia producida por la población nativa del Andes peruano y la lindante región amazónica. Esta música fue más popular en los años 60s y 70s en el norte de Perú. Conan describió la música de su banda como "Chicha libre de forma" y ha dicho que se toma muchas libertades respecto a la música Chicha.

## Recepción
Sonido Amazonico Recibió una crítica favorable de Brendon Griffin. En PopMatters, Griffin escribió que "...como la mejor música de cualquier género  te quedas preguntando sobre el misterio de todo el mismo" y dio al álbum un índice de 9 sobre 10. Este álbum fue también criticado por Jon Lusk, quien escribió en el sitio web de la BBC que la música del álbum era "demasiado autoconsciente e ideada para coincidir con sus afiebrados orígenes." Robert Christgau otorgó Cuatro Tigres una A- y escribió que la banda "reconoce sus verdaderas raíces" en el EP.

## Discografía
- ¡Sonido Amazónico! (2008)
- Canibalismo (2012)
- Cuatro Tigres (EP 2013)